# Modelo de base de datos

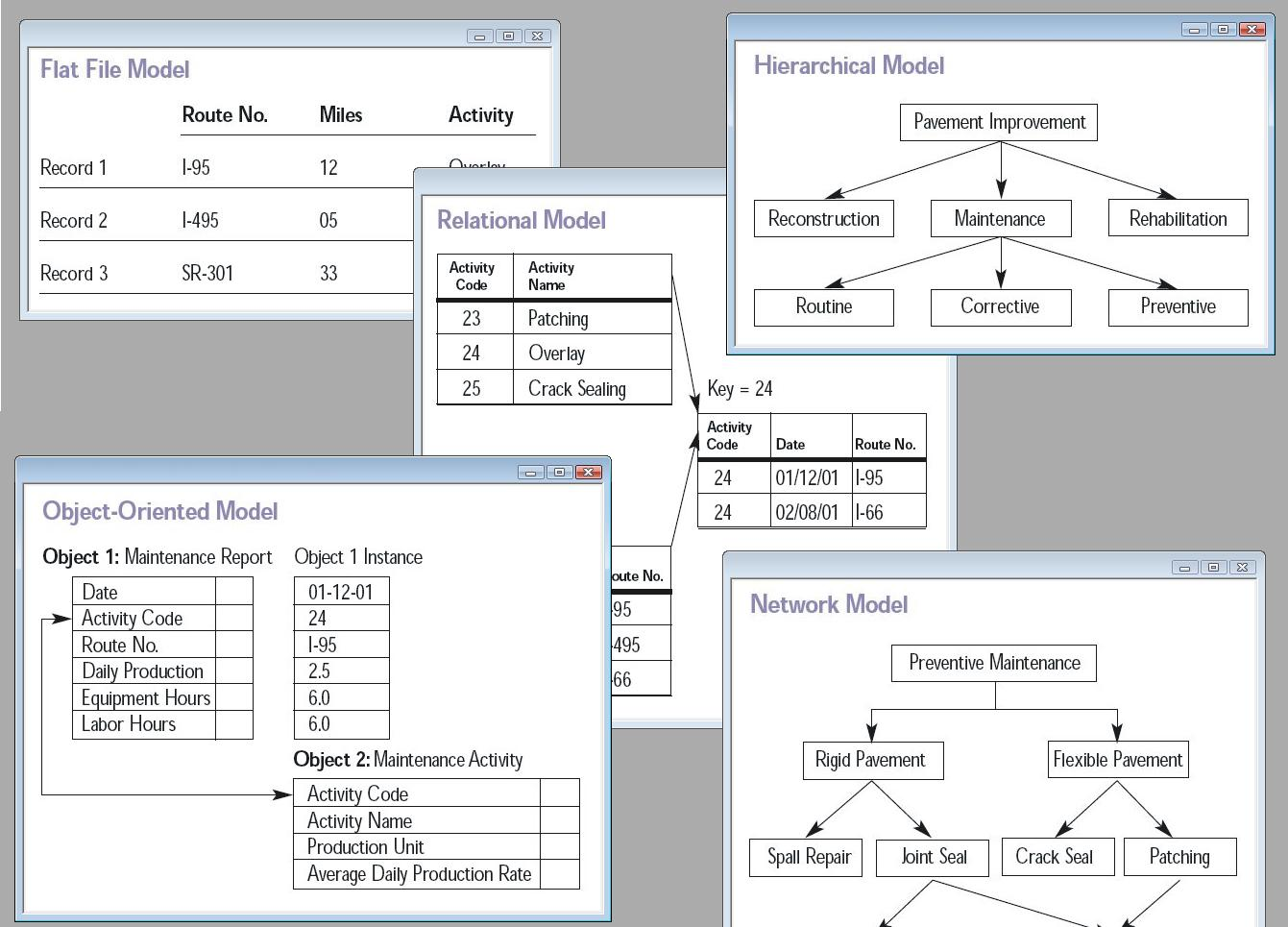
Composición de cinco modelos de base de datos

Un modelo de base de datos es un tipo de modelo de datos que determina la estructura lógica de una base de datos y de manera fundamental determina el modo de almacenar, organizar y manipular los datos.
Ejemplos de modelos de base de datos:
- Modelo jerárquico
- Modelo en red
- Modelo relacional
- Modelo entidad-relación
- Modelo entidad–relación extendido
- Base de datos orientada a objetos
- Modelo documental
- Modelo entidad–atributo–valor
- Modelo en estrella

Los modelos físicos de datos incluyen:
- Índice invertido
- Fichero plano

Otros modelos lógicos pueden ser:
- Modelo asociativo
- Modelo multidimensional
- Modelo multivalor
- Modelo semántico
- Base de datos XML
- Grafo etiquetado
- Triplestore

## Relaciones y funciones
Un sistema de gestión de base de datos puede implementar uno o varios modelos. La estructura óptima depende de la naturaleza de la organización de los datos de la aplicación y de los requisitos de esta, que incluyen ritmo de transacciones, fiabilidad, mantenibilidad, escalabilidad y coste. La mayor parte de los sistemas de gestión de bases de datos están construidos sobre un modelo de datos concreto, aunque es posible que soporten más de uno.
Sobre los distintos modelos físicos de datos se puede implementar cualquier modelo lógico. La mayoría del software de base de datos ofrece al usuario cierto control sobre la implementación física, dado el impacto que tiene en las prestaciones.
Un modelo no es solo un modo de estructurar los datos: también define el conjunto de operaciones que se pueden realizar con los datos. Por ejemplo el modelo relacional define operaciones como SELECT y JOIN. Aunque esas operaciones no se ofrezcan explícitamente en un lenguaje de consultas dado, proporcionan la base sobre la que un lenguaje de consultas se diseña.

## Modelo fichero plano

Modelo fichero plano

El modelo de fichero plano consiste en una sola matriz bidimensional de elementos, donde todos los miembros en una columna dada tienen valores del mismo tipo, y todos los miembros de la misma fila están relacionados entre ellos. Por ejemplo, las columnas para nombre y clave pueden ser usadas para la seguridad de un sistema; cada fila indicará el nombre y su correspondiente clave para un individuo. Las columnas en la tabla suelen tener un tipo asociado, que la define como cadena de caracteres, fecha u hora, entero o número de coma flotante. Este modelo tabular fue el precursor del modelo relacional.

## Modelos tempranos
Estos modelos que se describen a continuación fueron populares en las décadas 1960-1970, pero hoy en día se encuentran solo en sistemas heredados. Se caracterizan principalmente por tener características de navegación con fuertes conexiones entre la estructura física y la lógica, y poseen alta dependencia en los datos.

### Modelo jerárquico

Modelo jerárquico

En un modelo jerárquico, los datos están organizados en una estructura arbórea (dibujada como árbol invertido o raíz), lo que implica que cada registro solo tiene un padre. Las estructuras jerárquicas fueron usadas extensamente en los primeros sistemas de gestión de datos de unidad central, como el Sistema IMS por IBM, y ahora se usan para describir la estructura de documentos XML. Esta estructura permite relaciones 1:N entre los datos, y es muy eficiente para describir muchas relaciones del mundo real: tablas de contenido, ordenamiento de párrafos y cualquier tipo de información anidada.
Sin embargo, la estructura jerárquica es ineficiente para ciertas operaciones de base de datos cuando el camino completo no se incluye en cada registro. Una limitación del modelo jerárquico es su incapacidad para representar de manera eficiente la redundancia en datos.
En la relación Padre-hijo: El hijo solo puede tener un padre pero un padre puede tener múltiples hijos. Los padres e hijos están unidos por enlaces. Todo nodo tendrá una lista de enlaces a sus hijos.

### Modelo de red

Modelo en red

El modelo de red expande la estructura jerárquica, permitiendo relaciones N:N en una estructura tipo árbol que permite múltiples padres. Antes de la llegada del modelo relacional, el modelo en red era el más popular para las bases de datos. Este modelo de red (definido por la especificación CODASYL) organiza datos que usan en dos construcciones básicas, registros y conjuntos. Los registros contienen campos que puede estar organizados jerárquicamente, como en el lenguaje COBOL. Los conjuntos definen relaciones N:N entre registros: varios propietarios, varios miembros. Un registro puede ser un propietario de varios conjuntos, y miembro en cualquier número de conjuntos.
El modelo en red es una generalización del modelo jerárquico, en tanto está construido sobre el concepto de múltiples ramas (estructuras de nivel inferior) emanando de uno o varios nodos (estructuras de nivel alto), mientras el modelo se diferencia del modelo jerárquico en que las ramas pueden estar unidas a múltiples nodos. El modelo de red es capaz de representar la redundancia en datos de una manera más eficiente que en el modelo jerárquico.
Las operaciones del modelo de red se realizan por de navegación: un programa mantiene la posición actual, y navega entre registros siguiendo las relaciones entre ellos. Los registros también pueden ser localizados por valores claves.
Aunque no es una característica esencial del modelo, las bases de datos en red implementan sus relaciones mediante punteros directos al disco. Esto da una velocidad de recuperación excelente, pero penaliza las operaciones de carga y reorganización.
Entre los SGBD más populares que tienen arquitectura en red se encuentran Total e IDMS. IDMS logró una importante base de usuarios; en 1980 adoptó el modelo relacional y SQL, manteniendo además sus herramientas y lenguajes originales.
La mayoría de bases de datos orientadas a objetos (introducidas en 1990) usan el concepto de navegación para proporcionar acceso rápido entre objetos en una red. Objectivity/DB, por ejemplo, implementa 1:1, 1:N, N:1 y N:N entre distintas bases de datos. Muchas bases de datos orientadas a objetos también soportan SQL, combinando así la potencia de ambos modelos.

### Modelo de fichero invertido
En un fichero invertido o de índice invertido, los datos contenidos se usan como claves en una tabla de consulta (lookup table), y los valores en la tabla se utilizan como punteros a la localización de cada instancia. Esta es también la estructura lógica de los índices de bases de datos modernas, los cuales introducen solo el contenido de algunas columnas en esa tabla de consulta. El modelo de fichero invertido puede poner los índices en ficheros planos para acceder a sus registros de manera eficiente.
Implementaciones notables de este modelo de datos la realizó Adabas de Software AG, aparecida en 1970. Adabas logró una importante base de usuarios y está soportada aún hoy. En la década de 1980 adoptó el modelo relacional y SQL, manteniendo sus propias herramientas y lenguajes.

## Modelo relacional
El modelo  fue introducido por E.F. Codd en 1970 con el objetivo de querer hacer los SGBD más independientes de las aplicaciones. Es un modelo matemático definido en términos de lógica de predicados y teoría de conjuntos, y se han implementado con él SGBDs para mainframe, ordenadores medios y microordenadores.
Los productos referidos como base de datos relacional de hecho implementan un modelo que es solo una aproximación al modelo matemático definido por Codd. Existen tres términos usados con profusión en el modelo relacional de bases de datos: relaciones, atributos y dominios. Una relación equivale a una tabla con filas y columnas. Las columnas de una relación se llaman con rigor atributos, y el dominio es el conjunto de valores que cada atributo puede tomar.
La estructura básica de datos del modelo relacional es la relación (tabla), donde la información acerca de una determinada entidad (p. ej. "empleado") se almacena en tuplas (filas), cada una con un conjunto de atributos (columnas). Las columnas de cada tabla enumeran los distintos atributos de la entidad (el nombre del "empleado", dirección y número de teléfono, p. ej.), de modo que cada tupla de la relación "empleado" representa un empleado específico guardando los datos de ese empleado concreto.
Todas las relaciones (es decir, tablas) en una base de datos relacional han de seguir unas mínimas reglas:
1. el orden de los atributos es irrelevante
2. no puede haber tuplas repetidas
3. cada atributo solo puede tener un valor.

Una base de datos puede contener varias tablas, cada una similar al modelo plano. Una de las fortalezas del modelo relacional es que un valor de atributo coincidente en dos registros (filas) –en la misma o diferente tabla– implica una relación entre esos dos registros. Es posible también designar uno o un conjunto de atributos como "clave", que permitirá identificar de manera única una fila en una tabla.
Dicha clave que permite identificar de manera unívoca una fila en una tabla se denomina "clave primaria". Las claves son habitualmente utilizadas para combinar datos de dos o más tablas. Por ejemplo, una tabla de empleados puede contener una columna denominada "departamento"", cuyo valor coincida con la clave de una tabla denominada "departamentos". Las claves son esenciales a la hora de crear índices, que facilitan la recuperación rápidas de datos de tablas grandes. Una clave puede estar formada por cualquier columna o por una combinación de varias columnas, denominándose clave compuesta. No es necesario definir todas las claves por adelantado; una columna puede usarse como clave incluso si no estaba previsto en origen.
Una clave que tenga un significado en el mundo físico (tal como un nombre de persona, el ISBN de un libro o el número de serie de un coche) a veces se denomina clave "natural". Si no existe una clave natural viable, se puede asignar un sucedáneo arbitrario (como dar a una persona un número de empleado). En la práctica la mayor parte de las bases de datos tienen a la vez claves sucedáneas y naturales, dado que las claves sucedáneas pueden usarse internamente para crear enlaces íntegros entre filas, mientras que las claves naturales tienen un uso menos fiable a la hora de buscar o enlazar con otras bases de datos.
El lenguaje de interrogación más común utilizado con las bases de datos relacionales es el Structured Query Language (SQL).

### Modelo dimensional
El modelo dimensional es una adaptación especializada del modelo relacional usada para almacenar datos en depósitos de datos, de modo que los datos fácilmente puedan ser extraídos usando consultas OLAP. En el modelo dimensional, una base de datos consiste en una sola tabla grande de datos que son descritos usando dimensiones y medidas. Una dimensión proporciona el contexto de un hecho (como quien participó, cuando y donde pasó, y su tipo). Las dimensiones se toman en cuenta en la formulación de las consultas para agrupar hechos que están relacionados. Las dimensiones tienden a ser discretas y son a menudo jerárquicas; por ejemplo, la ubicación podría incluir el edificio, el estado y el país. Una medida es una cantidad que describe el dato, tal como los ingresos. Es importante que las medidas puedan ser agregados significativamente -por ejemplo, los ingresos provenientes de diferentes lugares puedan sumarse.
En una consulta OLAP, las dimensiones y los hechos son agrupados y añadidos juntos para crear un informe. El modelo dimensional a menudo es puesto en práctica sobre el modelo relacional usando un esquema de estrella, consistiendo en una tabla que contiene los datos y tablas circundantes que contienen las dimensiones. Dimensiones complicadas podrían ser representadas usando múltiples tablas, usando un esquema de copo de nieve.
Un almacén de datos (data warehouse) puede contener múltiples esquemas de estrella que comparten tablas de dimensión, permitiéndoles ser usadas juntas. El establecimiento de un conjunto de dimensiones estándar es una parte importante del modelado dimensional.

## Modelos post-relacionales
Los productos que ofrecen un modelo de datos más general que el relacional se denominan a veces post-relational. Como términos alternativos se oyen incluyen "bases de datos híbridas", "bases de datos relacionales potenciadas con objetos" entre otros. El modelo de datos de esos productos incorpora relaciones pero no limitadas por las restricciones del principio de información de E.F. Codd, que requiere que toda información en la base de datos debe ser modelada en términos de valores en relaciones nada más
Algunas de estas extensiones al modelo relacional integran conceptos de tecnologías que preceden el modelo relacional. Por ejemplo permiten representar un grafo dirigido con árboles en los nodos. La compañía sones implementa este concepto en su GraphDB.
Algunos productos post-relacionales amplían los sistemas relacionales con características no relacionales. Otros han llegado al mismo punto añadiendo características relacionales a modelos pre-relacionales. Paradójicamente esto ha permitido a productos históricamente pre-relacionales, como por ejemplo PICK y MUMPS, razonar su esencia post-relacional.
El Resource Space Model es un modelo de datos no relacional basado en clasificación multi-dimensional.

### Modelo de grafo
Las bases de datos de grafos permiten incluso una estructura más general que una base de datos en red, cualquier nodo puede estar conectado a cualquier otro.

### Modelo multivaluados
Las bases de datos multivaluadas contienen datos arracimados, en el sentido de que pueden almacenar los datos del mismo modo que las bases de datos relacionales, pero además permiten un nivel de profundidad al que las relacionales solo se pueden aproximar utilizando subtablas. Esto es prácticamente igual al modo en que XML representa los datos, donde un campo/atributo dado puede contener múltiples valores a la vez. El multivalor se puede considerar una forma de XML comprimida.
Un ejemplo puede ser una factura, la que puede ser vista como:
1. Encabezado, una entrada por factura
2. Detalle, una entrada por concepto

En el modelo multivaluado tenemos la opción de almacenar los datos como una sola tabla (1), con tablas imbuidas representando el detalle.
Tiene la ventaja que la correspondencia entre la factura conceptual y la de la factura como representación de datos es biunívoca. Esto redunda en menor número de lecturas, menos problemas de integridad referencial y una fuerte disminución del hardware necesario para soportar un volumen de transacciones dado.

### Modelo orientado a objetos

Modelo orientado a objetos

En la década de 1990, el paradigma de la orientación a objetos se aplicó a las bases de datos creando un nuevo modelo llamado base de datos orientada a objetos. Esto tuvo el fin de reducir la impedancia objeto-relacional, la sobrecarga de convertir la información de su representación en la base de datos –como filas en tablas– a su representación en el programa –típicamente como objeto–. Incluso más, los tipos de datos usados en una aplicación pueden definirse directamente en la base de datos, preservando así la integridad de datos. Las bases de datos orientadas a objetos también introducen las ideas clave de la programación orientada a objetos –encapsulación y polimorfismo– en el mundo de las bases de datos.
Se han propuesto distintos modos de almacenar objetos en una base de datos. Algunos se han aproximado desde la perspectiva de la programación, haciendo los objetos manipulados por el programa persistentes. Esto típicamente requiere la adición de algún tipo de lenguaje de interrogación, ya que lo lenguajes tradicionales no tienen la posibilidad de encontrar objetos basados en su contenido. Otros se han aproximado al problema desde la perspectiva de la base de datos, definiendo un modelo orientado a objetos para la base de datos, y definiendo un lenguaje de programación de dicha base de datos que permite tanto capacidades de programación como de interrogación.
Las bases de datos orientadas a objetos sufren falta de estandarización; aunque han sido definidos estándares por en Object Database Management Group nunca han sido implementados con generalidad suficiente como para permitir la interoperatibilidad entre productos. Sin embargo, las bases de datos orientadas a objetos han sido empleadas eficazmente en distintas aplicaciones: generalmente en nichos especializados como ingeniería o biología molecular, pero no de forma general con soporte comercial. Sin embargo algunas de las ideas que ha aportado han sido recogidas por los fabricantes de bases de datos relacionales y se han aplicado en extensiones al lenguaje SQL.
Una alternativa a la traducción entre objetos y relaciones es la de usar una librería Object-Relational Mapping (ORM).